# パームシティ和歌山
パームシティ和歌山（パームシティわかやま）は、和歌山県和歌山市中野に1993年に開業したショッピングセンターである。

## 概要
紀ノ川より北部の和歌山市東西を縦貫する都市計画道路・西脇山口線沿いに立地。
核店舗はスーパーセンターオークワ。2013年12月6日、イオンモール和歌山に対抗する為にリニューアルオープン。総売り場面積は2万平方メートル。
1993年の開業当初から東側駐車場にドライブインシアターのスクリーンが設置されていたが、一度も使われることがなく放置されていた。しかし、新型コロナウイルスの感染拡大の影響で映画館への集客が減少。オークワの子会社『オー・エンターテイメント』が運営している映画館『ジストシネマ和歌山』の支配人が感染を防止しながら映画を楽しめるようにとこのスクリーンを活用した上映会を企画し、スクリーンの修繕をした上で2020年12月5日に初めて同スクリーンで映画（スパイダーマン:ファー・フロム・ホーム）を上映した。

## 店舗情報
- 売上高75億円
- 駐車台数 約2,000台
- 営業時間 9:00 - 22:00

## テナント
オークワのスーパーセンター業態『スーパーセンターオークワ』を中心に、ゲームセンター『ナムコランド』などの大型テナントやその他小型なテナントなどの専門店が入居している。

## 近隣のショッピングセンター
- オークワ系列
  - ガーデンパーク和歌山
- その他
  - CITY!WAKAYAMA（延田エンタープライズ系）
  - イオンモール和歌山